# Zapadnosibirska nizina
Zapadnosibirska nizina, poznata i kao Zapadnosibirska ravnica, (ruski: За́падно-Сиби́рская равни́на) je velika nizina koja zauzima zapadni dio Sibira, između gorja Ural na zapadu i rijeke Jenisej na istoku i planina Altaj na jugoistoku. Velik dio ravnice slabo je dreniran i sastoji se od nekih od najvećih močvara i poplavnih područja na svijetu. Važni gradovi su Omsk, Novosibirsk, Tomsk i Čeljabinsk.

## Geografija
Zapadno-sibirska nizina nalazi se istočno od gorja Ural, uglavnom na teritoriju Rusije. Jedna je od Velikih ruskih regija i opisana je kao najveća neprekinuta nizina na svijetu – više od 50 posto je ispod 100 m/nm – i pokriva područje od oko 2,7 milijuna četvornih kilometara, što je otprilike jedna trećina Sibira, protežući se od sjevera prema jugu za 2,400 km, od Arktičkog oceana do podnožja planina Altaj i od istoka prema zapadu za 1900 km od planine Ural do rijeke Jenisej.

## Prirodna obilježja
Močvarno područje na jugu Zapadnosibirske nizine se prema sjeveru pretvara u područje crnogorične šume umjerenih predjela, zatim u tajgu, šumovitu tundru i tundru. U sjevernim dijelovima ravnice zbog permafrosta i malog sadržaja vode u tlu nije moguć rast većih biljaka, poput drveća, već tu rastu mahovine, grmovi i paprati. Kulundinsko jezero je slano jezero u kraju Altajski kraj.
Broj životinjskih vrsta u zapadno-sibirskoj ravnici kreće se od najmanje 107 u tundri do 278 ili više u šumsko-stepskom području. Dugačka rijeka Jenisej teče široko od juga prema sjeveru, na udaljenosti od 3530 km do Sjevernog ledenog oceana, gdje na ušću ispušta više od 20 milijuna litara vode u sekundi. Sa svojim pritokom Angarom, ima ukupnu duljinu od 5530 km. Dolina koju je formirao Jenisej djeluje kao gruba crta razdvajanja između Zapadno-sibirske ravnice i Srednjosibirske visoravni. Ledenički naslage protežu se južnije do ušća Ob-Irtiša, tvoreći povremena niska brda i grebene, inače je ravnica izuzetno ravna i bez osobina.

## Geologija
Zapadno-sibirska nizina sastoji se uglavnom od kenozojskih aluvijalnih naslaga i izvanredno je ravna. Porast mora od samo 50 metara bi poplavio svu zemlju između Arktičkog oceana i ušća ob-Irtiša u blizini Hanti-Mansijska. To je područje Zemljine kore koje je pretrpjelo dugotrajno slijeganje i sastoji se od vodoravnih naslaga od prije čak 65 milijuna godina. Mnoge naslage na ovoj ravnici proizlaze iz ledenih brana koje su preokrenule tok rijeka Ob i Jenisej, preusmjeravajući ih u Kaspijsko more, a možda i Aralsko more. Vrlo je močvarno, a tla su uglavnom tresetasti histosoli i u sjevernom dijelu bez drveća, histeli.
Ovo je jedno od najvećih svjetskih područja koje karakteriziraju tresetišta. Vjeruje se da je močvara Vasjugan najveće tresetište na svijetu a pokriva približno 51,600 km2.
Na jugu ravnice, gdje vječnoga leda uglavnom nema, bogati travnjaci koji su produžetak Kazahstanske stepe oblikovali su izvornu vegetaciju, koja je gotovo sva očišćena početkom 21. stoljeća.
Velika područja ravnica poplavljena su u proljeće, a močvare čine velik dio područja neprikladnim za poljoprivredu. Glavne rijeke u zapadno-sibirskoj ravnici su od zapada prema istoku Irtiš, Ob, Nadim, Pur, Taz i Jenisej. Mnogo je jezera i močvara. Ovo je područje imalo velike rezerve nafte i prirodnog plina. Većina ruske proizvodnje nafte i plina izvučena je s ovog područja tijekom 1970-ih i 1980-ih.

## Klima
Zime na zapadno-sibirskoj ravnici su oštre i duge. Klima većine ravnica je subarktička ili kontinentalna.

## Naselja
Važnija naselja u nizini su Omsk, Novosibirsk i Čeljabinsk.

## Vanjske poveznice
- NASA: slike Zapadnosibirske nizine  Arhivirana inačica izvorne stranice od 11. listopada 2006. (Wayback Machine)
- Topografija nizine